# Nuova Accademia di Belle Arti
Nuova Accademia di Belle Arti (kurz NABA; deutsch Neue Akademie der Schönen Künste) ist eine private, staatlich anerkannte italienische Kunsthochschule mit Sitz in Mailand und einem zweiten Campus in Rom.

## Geschichte
Die Akademie wurde 1980 in Mailand auf Initiative von dem Stifter Ausonio Zappa und dem Kunstschaffenden Guido Ballo sowie dem Architekten und Designer Tito Varisco gegründet. 1981 erfolgte die staatliche Anerkennung. 2002 wurden die Akademie durch die Bastogi-Gruppe übernommen und die von Alessandro Guerriero gegründete Postgraduiertenschule für Ästhetik Futurarium integriert. Im Jahr 2004 bezog die Akademie den Sitz in der Via Carlo Darwin in Mailand. 2009 wurde die Akademie Teil von „Laureate Education“, einem internationalen Bildungsnetzwerk, die Bachelor- und Masterstudiengänge anbieten. Im Jahr 2017 wurde die Akademie dann von dem europäischen Netzwerk Galileo Global Education übernommen. 2019 wurde ein Campus in der Via Ostiense in Rom eröffnet. 
Die NABA ist die größte Kunsthochschule Italiens mit Standorten in Mailand und Rom, die sich im Hochschulbereich der künstlerischen, musikalischen und choreografischen Aus- und Weiterbildung engagiert. 